# Кельдер, Кристина
Кристина Кельдер (итал. Christina Kelder, род. 13 августа 1981, Больцано, Трентино-Альто-Адидже) — итальянская лыжница, призёрка этапа Кубка мира, призёрка Универсиады. Наиболее успешно выступала в спринтерских гонках.

## Карьера
В Кубке мира Кельдер дебютировала 28 декабря 2000 года, в декабре 2003 года единственный раз в карьере попала в тройку лучших на этапе Кубка мира, в командном спринте. Кроме этого имеет на своём счету 10 попаданий в десятку лучших на этапах Кубка мира, 5 в командных соревнованиях и 5 в личных. Лучшим достижением Келдер в общем итоговом зачёте Кубка мира является 33-е место в сезоне 2004-05.
За свою карьеру принимала участие в двух чемпионатах мира, лучший результат — 13-е место в спринте на чемпионате мира 2003 года. На юниорском уровне была призёркой чемпионата мира 2000 года в спринте.